# Eualus geniculata
Eualus geniculata is een garnalensoort uit de familie van de Hippolytidae.